# Општина Могошани (Дамбовица)
Могошани (рум. Mogoşani) општина је у Румунији у округу Дамбовица.
Oпштина се налази на надморској висини од 171 m.